# Élections régionales de 2021 en Provence-Alpes-Côte d'Azur
Pour un article plus général, voir Élections régionales françaises de 2021.
Les élections régionales de 2021 en Provence-Alpes-Côte d'Azur ont lieu les 20 et 27 juin 2021 afin de renouveler les membres du conseil régional de la région française de Provence-Alpes-Côte d'Azur.

## Contexte régional

### Conseil régional sortant
| Président du conseil régional               |       |       |      |                        |
| Renaud Muselier (LR)                        |       |       |      |                        |
| Parti                                       | Sigle | Sigle | Élus | Groupe                 |
| Majorité (81 sièges)                        |       |       |      |                        |
| Les Républicains                            |       | LR    | 51   | Union pour la région   |
| Divers droite                               |       | DVD   | 9    | Union pour la région   |
| Union des démocrates et indépendants        |       | UDI   | 7    | Union pour la région   |
| Mouvement démocrate                         |       | MoDem | 4    | Union pour la région   |
| Les Centristes                              |       | LC    | 4    | Union pour la région   |
| Mouvement radical                           |       | MR    | 3    | Union pour la région   |
| Divers droite                               |       | DVD   | 3    | Non-inscrits           |
| Opposition (42 sièges)                      |       |       |      |                        |
| Rassemblement national                      |       | RN    | 33   | Rassemblement national |
| Divers extrême droite                       |       | RN    | 7    | Non-inscrits           |
| Les Patriotes                               |       | LP    | 1    | Non-inscrits           |
| Centre national des indépendants et paysans |       | CNIP  | 1    | Non-inscrits           |

### Scrutins précédents
| Parti | Parti | Région. 2015 | Présid. 2017 | Euro. 2019 |
| ----- | ----- | ------------ | ------------ | ---------- |
|       | LO    | 1,48 %       | 0,38 %       | 0,43 %     |
|       | NPA   |              | 0,77 %       |            |
|       | LFI   |              | 18,74 %      | 5,85 %     |
|       | PCF   | 6,54 %       | 18,74 %      | 2,73 %     |
|       | EELV  | 6,54 %       | 4,12 %       | 11,70 %    |
|       | PS    | 16,59 %      | 4,12 %       | 4,48 %     |
|       | AEI   | 4,05 %       |              |            |
|       | LREM  |              | 18,94 %      | 20,37 %    |
|       | UDI   | 26,47 %      |              | 1,83 %     |
|       | LR    | 26,47 %      | 22,38 %      | 8,81 %     |
|       | DLF   | 1,95 %       | 4,33 %       | 3,54 %     |
|       | RN    | 40,55 %      | 28,16 %      | 30,51 %    |
|       | LS    | 1,12 %       |              |            |
|       | UPR   | 0,61 %       | 0,94 %       | 1,29 %     |
|       | DIV   | 0,64 %       | 1.24 %       | 8.45 %     |

## Système électoral

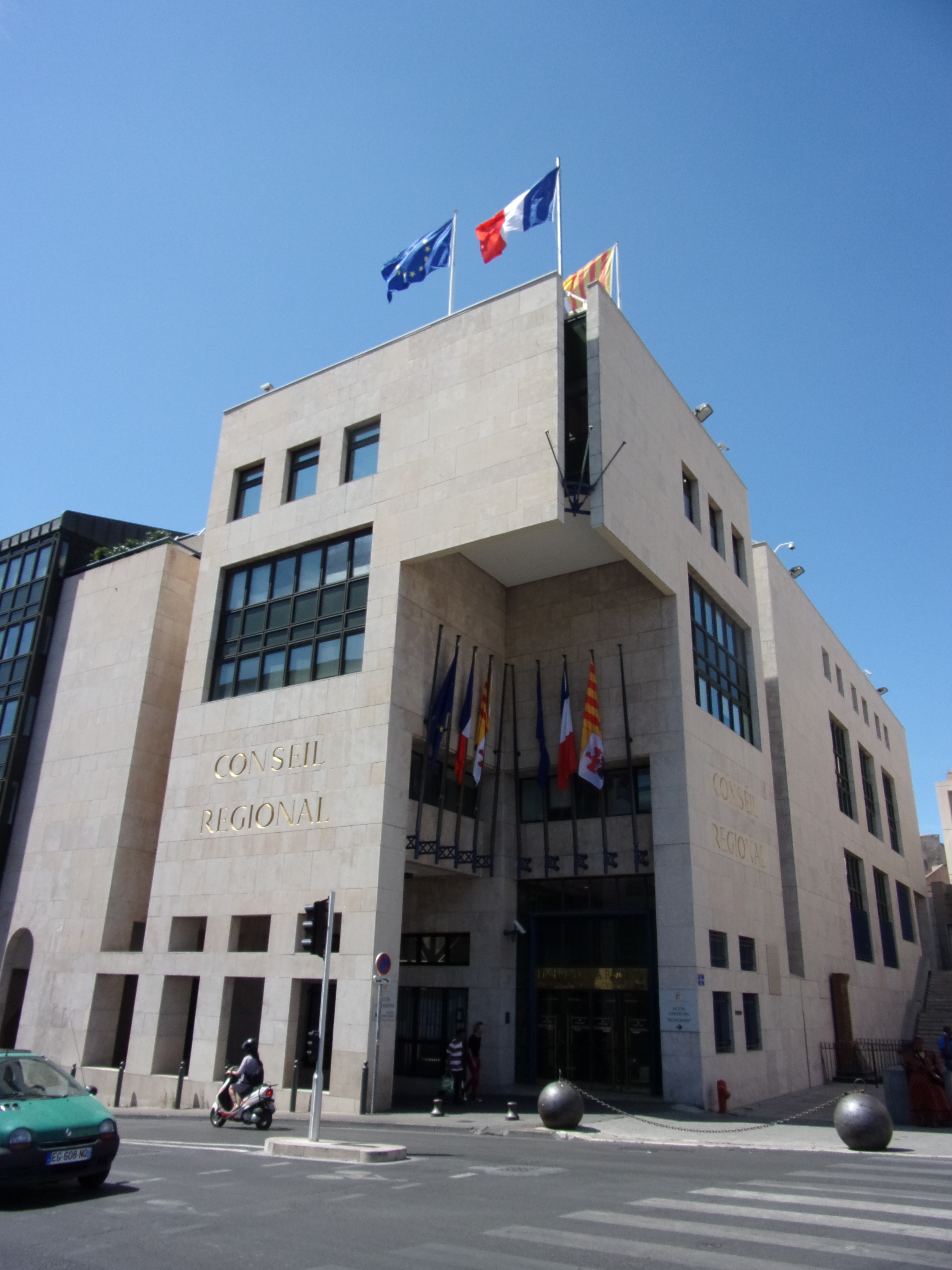
L'hôtel de région à Marseille.

Le conseil régional de Provence-Alpes-Côte d'Azur est doté de 123 sièges pourvus pour six ans selon un système mixte à finalité majoritaire. Il est fait recours au scrutin proportionnel plurinominal mais celui ci est combiné à une prime majoritaire de 25 % des sièges attribuée à la liste arrivée en tête, si besoin en deux tours de scrutin. Les électeurs votent pour une liste fermée de candidats, sans panachage ni vote préférentiel. Les listes doivent respecter la parité en comportant alternativement un candidat homme et une candidate femme.
Au premier tour, la liste ayant obtenu la majorité absolue des suffrages exprimés remporte la prime majoritaire, et les sièges restants sont répartis à la proportionnelle selon la règle de la plus forte moyenne entre toutes les listes ayant franchi le seuil électoral de 5 % des suffrages exprimés, y compris la liste arrivée en tête.
Si aucune liste n'a recueilli la majorité absolue, un second tour est organisé entre toutes les listes ayant obtenu au moins 10 % des suffrages exprimés au premier tour. Les listes ayant obtenu au moins 5 % peuvent néanmoins fusionner avec les listes pouvant se maintenir. La répartition des sièges se fait selon les mêmes règles qu'au premier tour, la seule différence étant que la prime majoritaire est attribuée à la liste arrivée en tête, qu'elle ait obtenu ou non la majorité absolue.
Une fois les nombres de sièges attribués à chaque liste au niveau régional, ceux-ci sont répartis entre les sections départementales, au prorata des voix obtenues par la liste dans chaque département.

## Listes officielles

### Zou, la liste qui vous débarrasse du système (LS)
Valérie Laupies est désignée par Ligue du Sud comme tête de liste régionale.

### Construisons la région de demain (LDP-RN-PL-LAF)
Thierry Mariani est pressenti pour être le candidat soutenu par le Rassemblement national aux régionales. Élu en 2019 député européen sur la liste du RN conduite par Jordan Bardella, il est actuellement président de La Droite populaire après avoir été membre des Républicains. Il a précédemment été député de Vaucluse et membre du gouvernement Fillon III. Le 22 avril 2021, il officialise sa candidature. Il s’était déjà présenté dans la région, en 2010, comme tête de liste régionale de l’UMP. Il reçoit les soutiens de L'Avenir français et du Parti localiste.

### Rassemblement de la droite républicaine (DLF)
Noël Chuisano est désigné par Debout la France comme tête de liste régionale.

### Notre région d'abord (LR-LREM-UDI-MoDem-LC-LFA-SL-Agir-LMR)
Renaud Muselier, président du conseil régional depuis mai 2017 (ayant succédé à Christian Estrosi, touché par la réglementation sur le non-cumul des mandats), est dans un premier temps investi par Les Républicains en février 2021.  Alors que Sophie Cluzel devait conduire la liste pour La République en marche et ses alliés, Jean Castex annonce le 2 mai 2021 la fusion des deux listes autour de Renaud Muselier.
Les Républicains retirent son investiture à Renaud Muselier le 2 mai 2021, à la suite de l’annonce de son alliance avec LREM. Le lendemain, Renaud Muselier reçoit cependant à nouveau l'investiture LR. Il compte toujours intégrer des membres de La République en marche à sa liste. Le 13 mai, Sophie Cluzel annonce qu'elle ne présentera pas de liste LREM et apporte son soutien à Renaud Muselier. Le 16 mai 2021, le Mouvement radical, constatant qu'aucun adhérent radical n'est présent sur la liste, retire son soutien à Renaud Muselier, tout en appelant à faire barrage au RN. Muselier s’était déjà présenté dans la région, en 2004, comme tête de liste régionale de l’UMP.

### Un nôtre monde (DIV)
Cette liste est dirigée par Mikael Vincenzi.

### L'Écologie au centre (CÉ-PA)
À la suite d'une union à gauche, Cap écologie et son coprésident Jean-Marc Governatori décident de quitter la liste du Rassemblement écologique et social pour créer sa propre liste. Il reçoit le soutien du Parti animaliste.
En juin 2021, Jean-Marc Governatori se dit prêt à un accord avec Renaud Muselier pour faire barrage au RN.

### Oui la Provence (POC-R&PS-E!-PNO)
Menée par Hervé Guerrera, la liste « Oui la Provence » (Òc per Provença / O pèr Prouvènço en provençal) annonce sa participation aux élections régionales en tant que force politique régionaliste et occitaniste. L'initiative est soutenue par le Partit occitan et Régions et peuples solidaires. La liste souhaite défendre une plus grande autonomie de la région dans un but écologique, démocratique et culturel,. Elle défend par ailleurs l'enseignement et le développement de l'occitan en région PACA et propose un référendum sur le nom de la région (privilégiant le nom de « Provence »),. Le 14 juin, la section des Alpes-Maritimes du parti Ensemble ! (affilié à l'Assemblée nationale à La France insoumise) annonce soutenir la liste. Le même jour, le Parti de la nation occitane appelle lui aussi au soutien de « Oui la Provence ».

### Le Rassemblement écologique et social (EÉLV-PS-PCF-G·s-GRS-PP-GÉ-PRG-MdP)
En février 2021, Jean-Laurent Félizia a succédé à Olivier Dubuquoy, suspendu, comme chef de file d'EELV sur fond de divergences sur la stratégie d'alliance entre une ligne favorable à une union dans un premier temps des écologistes et une ligne souhaitant réitérer le Printemps marseillais. Quelques jours plus tôt plusieurs personnalités, dont Michèle Rubirola et Michèle Rivasi, avaient signé une tribune dans Libération appelant à une union des écologistes et de la gauche. Outre EÉLV, Jean-Laurent Félizia est allié aux autres formations du Pôle écologiste (G.s, CÉ, GÉ, MdP). Le 7 mai, une alliance de la liste avec le Parti socialiste, le Parti communiste français et Place publique est annoncée. À la suite de cette union à gauche, Cap écologie et son coprésident Jean-Marc Governatori décident de quitter la liste. La France insoumise accuse les autres partis de l’avoir exclue de la coalition de gauche et ne dépose pas de candidatures dans la région.
La liste arrive en troisième position et se qualifie pour le second tour. Félizia confirme dans un premier temps son intention de maintenir sa liste afin d'assurer une présence de la gauche au conseil régional. Cette annonce est très décriée par plusieurs élus locaux et nationaux de différents partis politiques, qui invoquent le « front républicain » pour éviter une triangulaire pouvant permettre l'élection de Mariani. Au lendemain du premier tour, sous pression (Julien Bayou le menace d'exclusion), Jean-Laurent Félizia change de position et retire finalement sa liste,.

### Faire entendre le camp des travailleurs (LO)
Isabelle Bonnet est désignée par Lutte ouvrière comme tête de liste régionale.

## Têtes de liste et chefs de file départementaux
| Listes | Listes                                       | Alpes-de-Haute-Provence          | Hautes-Alpes                | Alpes-Maritimes                    | Bouches-du-Rhône      | Var                         | Vaucluse                     |
| ------ | -------------------------------------------- | -------------------------------- | --------------------------- | ---------------------------------- | --------------------- | --------------------------- | ---------------------------- |
|        | Faire entendre le camp des travailleurs      | Guy Dubost (LO)                  | Annabel Ros (LO)            | Estelle Jaquet (LO)                | François Roche (LO)   | Jean-Michel Ghiotto (LO)    | Rémy Bazzali (LO)            |
|        | Le Rassemblement écologique et social        | Bertrand Perrin (PCF)            | Marie-José Allemand (PS)    | Xavier Garcia (PS)                 | Capucine Édou (G·s)   | Jean-Laurent Félizia (EÉLV) | Jean-Pierre Cervantes (EÉLV) |
|        | Un nôtre monde                               | Serge Filipecki (DIV)            | Sabine Alarcon (DIV)        | Pascal Robinet (DIV)               | Mikael Vincenzi (DIV) | Catherine Tortuyaux (DIV)   | Muriel Barthélémy (DIV)      |
|        | L'Écologie au centre                         | Nathalie Hue-Courtin (CÉ)        | Alexandra Jacq (CÉ)         | Bérangère Humbert (CÉ)             | Fazia Hamiche (CÉ)    | Laurile Koscielski (CÉ)     | Agnès Piller (CÉ)            |
|        | Zou, la liste qui vous débarrasse du système | Geneviève Stalenq-Beaumont (EXD) | Candys Lanzino (EXD)        | Catie Calbet (EXD)                 | Valérie Laupies (EXD) | Joël Houvet (EXD)           | Marie-Claude Bompard (LdS)   |
|        | Construisons la région de demain             | Christian Girard (RN)            | Louis Étienne Albrand (EXD) | Alexandra Masson-Bettati (EXD)     | Sandrine d'Angio (RN) | David Rachline (RN)         | Anne-Sophie Rigault (RN)     |
|        | Rassemblement de la droite républicaine      | Laurent Raymondo (DLF)           | Romaric Giacomino (DLF)     | Stéphanie Gibaud (DLF)             | Didier Favreau (DLF)  | Richard Sert (DLF)          | Noël Chuisano (DLF)          |
|        | Oui la Provence                              | Pascal Recotillet (POC)          | Micheu Prat (REG)           | Anne-Marie Sgaravizzi-Garcia (POC) | Hervé Guerrera (POC)  | Didier Cade (RPS)           | Anne-Marie Hautant (POC)     |
|        | Notre région d'abord                         | David Gehant (LR)                | Chantal Eyméoud (LC)        | Christian Estrosi (LFA)            | Renaud Muselier (LR)  | François de Canson (LR)     | Bénédicte Martin (LR)        |

## Sondages

### Premier tour
| Sondeur    | Date               | Panel | Aucun | LO     | EÉLV-PS-PCF | CÉ          | POC      | LR-LREM-UDI | DLF      | LDP-RN  | LS      | DIV      |
| Sondeur    | Date               | Panel | Aucun | Bonnet | Felizia     | Governatori | Guerrera | Muselier    | Chuisano | Mariani | Laupies | Vincenzi |
| ---------- | ------------------ | ----- | ----- | ------ | ----------- | ----------- | -------- | ----------- | -------- | ------- | ------- | -------- |
| Sondeur    | Date               | Panel | Aucun |        |             |             |          |             |          |         |         |          |
| OpinionWay | 15 au 17 juin 2021 | 1 050 | 21    | 1      | 16          | 3           | 2        | 33          | 2        | 43      | <1      | <1       |
| BVA        | 9 au 14 juin 2021  | 813   | 15    | 1      | 16          | 3           | 0,5      | 33          | 3,5      | 42      | 1       | <0,5     |
| Ifop       | 10 au 14 juin 2021 | 960   | 28    | 1      | 17          | 3           | 0,5      | 34          | 3        | 41      | 0,5     | 0        |
| OpinionWay | 7 au 10 juin 2021  | 1 067 | 23    | 1      | 17          | 3           | 1        | 32          | 2        | 43      | 1       | <1       |
| Ipsos      | 3 au 7 juin 2021   | 1 000 | 9     | 2      | 15          | 3           | 1        | 34          | 2        | 41      | 1       | 1        |
| OpinionWay | 1 au 3 juin 2021   | 1 004 | 27    | 1      | 16          | 4           | <1       | 32          | 4        | 42      | 1       | <1       |
| Ifop       | 26 au 31 mai 2021  | 1 006 | —     | 1,5    | 15          | 4           | 0,5      | 35          | 4        | 39      | 1       | 0        |
| Elabe      | 21 au 26 mai 2021  | 1 003 | 13    | 2      | 12          | 6           | <0,5     | 33          | 2        | 43      | 2       | <0,5     |

En gras sur fond coloré, la liste arrivée en tête ; en gras, les listes pouvant se qualifier pour le second tour.

### Second tour

#### Listes déposées
| Sondeur    | Date               | Panel | Aucun | LR-LREM-Modem-UDI | LDP-RN-PL-LAF |
| Sondeur    | Date               | Panel | Aucun | Muselier          | Mariani       |
| ---------- | ------------------ | ----- | ----- | ----------------- | ------------- |
| Sondeur    | Date               | Panel | Aucun |                   |               |
| OpinionWay | 22 au 23 juin 2021 | 967   | 31    | 50                | 50            |
| Ifop       | 21 au 23 juin 2021 | 919   | —     | 51                | 49            |

#### Autres hypothèses
| Sondeur    | Date                  | Panel | Aucun | LFI         | LFI           | PS-PCF        | EÉLV          | EÉLV          | EÉLV          | LREM          | LR-UDI        | LDP-RN   | LDP-RN  |
| Sondeur    | Date                  | Panel | Aucun | Camard      | Mesure        | Fortin        | Rivasi        | Felizia       | Dubuquoy      | Cluzel        | Muselier      | Rachline | Mariani |
| ---------- | --------------------- | ----- | ----- | ----------- | ------------- | ------------- | ------------- | ------------- | ------------- | ------------- | ------------- | -------- | ------- |
| Sondeur    | Date                  | Panel | Aucun |             |               |               |               |               |               |               |               |          |         |
| OpinionWay | 15 au 17 juin 2021    | 1 050 | 32    | —           | —             | —             | —             | —             | —             | 47 (Muselier) | 47 (Muselier) | —        | 53      |
| OpinionWay | 15 au 17 juin 2021    | 1 050 | 23    | —           | —             | 19 (Felizia)  | 19 (Felizia)  | 19 (Felizia)  | —             | 34 (Muselier) | 34 (Muselier) | —        | 47      |
| BVA        | 9 au 14 juin 2021     | 813   | 16    | —           | —             | —             | —             | —             | —             | 48 (Muselier) | 48 (Muselier) | —        | 52      |
| BVA        | 9 au 14 juin 2021     | 813   | 24    | —           | —             | 18 (Felizia)  | 18 (Felizia)  | 18 (Felizia)  | —             | 36 (Muselier) | 36 (Muselier) | —        | 46      |
| Ifop       | 10 au 14 juin 2021    | 960   | —     | —           | —             | —             | —             | —             | —             | 49 (Muselier) | 49 (Muselier) | —        | 51      |
| Ifop       | 10 au 14 juin 2021    | 960   | —     | —           | —             | 20 (Felizia)  | 20 (Felizia)  | 20 (Felizia)  | —             | 36 (Muselier) | 36 (Muselier) | —        | 44      |
| OpinionWay | 7 au 10 juin 2021     | 1 067 | 34    | —           | —             | —             | —             | —             | —             | 48 (Muselier) | 48 (Muselier) | —        | 52      |
| OpinionWay | 7 au 10 juin 2021     | 1 067 | 25    | —           | —             | 21 (Felizia)  | 21 (Felizia)  | 21 (Felizia)  | —             | 33 (Muselier) | 33 (Muselier) | —        | 46      |
| Ipsos      | 3 au 7 juin 2021      | 1 000 | 19    | —           | —             | —             | —             | —             | —             | 49 (Muselier) | 49 (Muselier) | —        | 51      |
| Ipsos      | 3 au 7 juin 2021      | 1 000 | 9     | —           | —             | 21 (Felizia)  | 21 (Felizia)  | 21 (Felizia)  | —             | 36 (Muselier) | 36 (Muselier) | —        | 43      |
| OpinionWay | 31 mai au 3 juin 2021 | 1 004 | 36    | —           | —             | —             | —             | —             | —             | 48 (Muselier) | 48 (Muselier) | —        | 52      |
| OpinionWay | 31 mai au 3 juin 2021 | 1 004 | 26    | —           | —             | 21 (Felizia)  | 21 (Felizia)  | 21 (Felizia)  | —             | 34 (Muselier) | 34 (Muselier) | —        | 45      |
| Ifop       | 26 au 31 mai 2021     | 1 006 | —     | —           | —             | —             | —             | —             | —             | 51 (Muselier) | 51 (Muselier) | —        | 49      |
| Ifop       | 26 au 31 mai 2021     | 1 006 | —     | —           | —             | 19 (Felizia)  | 19 (Felizia)  | 19 (Felizia)  | —             | 38 (Muselier) | 38 (Muselier) | —        | 43      |
| Elabe      | 21 au 26 mai 2021     | 1 133 | 13    | —           | —             | —             | —             | —             | —             | 50 (Muselier) | 50 (Muselier) | —        | 50      |
| Elabe      | 21 au 26 mai 2021     | 1 133 | 12    | —           | —             | 18 (Felizia)  | 18 (Felizia)  | 18 (Felizia)  | —             | 37 (Muselier) | 37 (Muselier) | —        | 45      |
| Ipsos      | 8 au 10 mai 2021      | 1 000 | —     | —           | —             | 24 (Felizia)  | 24 (Felizia)  | 24 (Felizia)  | —             | 36 (Muselier) | 36 (Muselier) | —        | 40      |
| Ipsos      | 8 au 10 mai 2021      | 1 000 | —     | —           | —             | 25 (Felizia)  | 25 (Felizia)  | 25 (Felizia)  | —             | —             | 35            | —        | 40      |
| Ipsos      | 8 au 10 mai 2021      | 1 000 | —     | —           | —             | 21 (Felizia)  | 21 (Felizia)  | 21 (Felizia)  | —             | 16            | 25            | —        | 38      |
| Ifop       | 6 au 10 mai 2021      | 954   | —     | —           | —             | 20 (Felizia)  | 20 (Felizia)  | 20 (Felizia)  | —             | 39 (Muselier) | 39 (Muselier) | —        | 41      |
| Ifop       | 6 au 9 avril 2021     | 914   | —     | —           | 24 (Felizia)  | 24 (Felizia)  | 24 (Felizia)  | 24 (Felizia)  | —             | 39 (Muselier) | 39 (Muselier) | —        | 37      |
| Ifop       | 3 au 9 décembre 2020  | 905   | —     | —           | 23 (Dubuquoy) | 23 (Dubuquoy) | 23 (Dubuquoy) | 23 (Dubuquoy) | 23 (Dubuquoy) | 40 (Muselier) | 40 (Muselier) | —        | 37      |
| Ifop       | 3 au 9 décembre 2020  | 905   | —     | —           | 15 (Fortin)   | 15 (Fortin)   | —             | –             | 14            | 37 (Muselier) | 37 (Muselier) | —        | 34      |
| Ifop       | 25 au 31 août 2020    | 1 006 | —     | 27 (Camard) | 27 (Camard)   | 27 (Camard)   | 27 (Camard)   | —             | —             | 40 (Muselier) | 40 (Muselier) | 33       | —       |
| Ifop       | 25 au 31 août 2020    | 1 006 | —     | 16 (Camard) | 16 (Camard)   | 16 (Camard)   | 15            | —             | —             | 37 (Muselier) | 37 (Muselier) | 32       | —       |

## Déroulement du vote

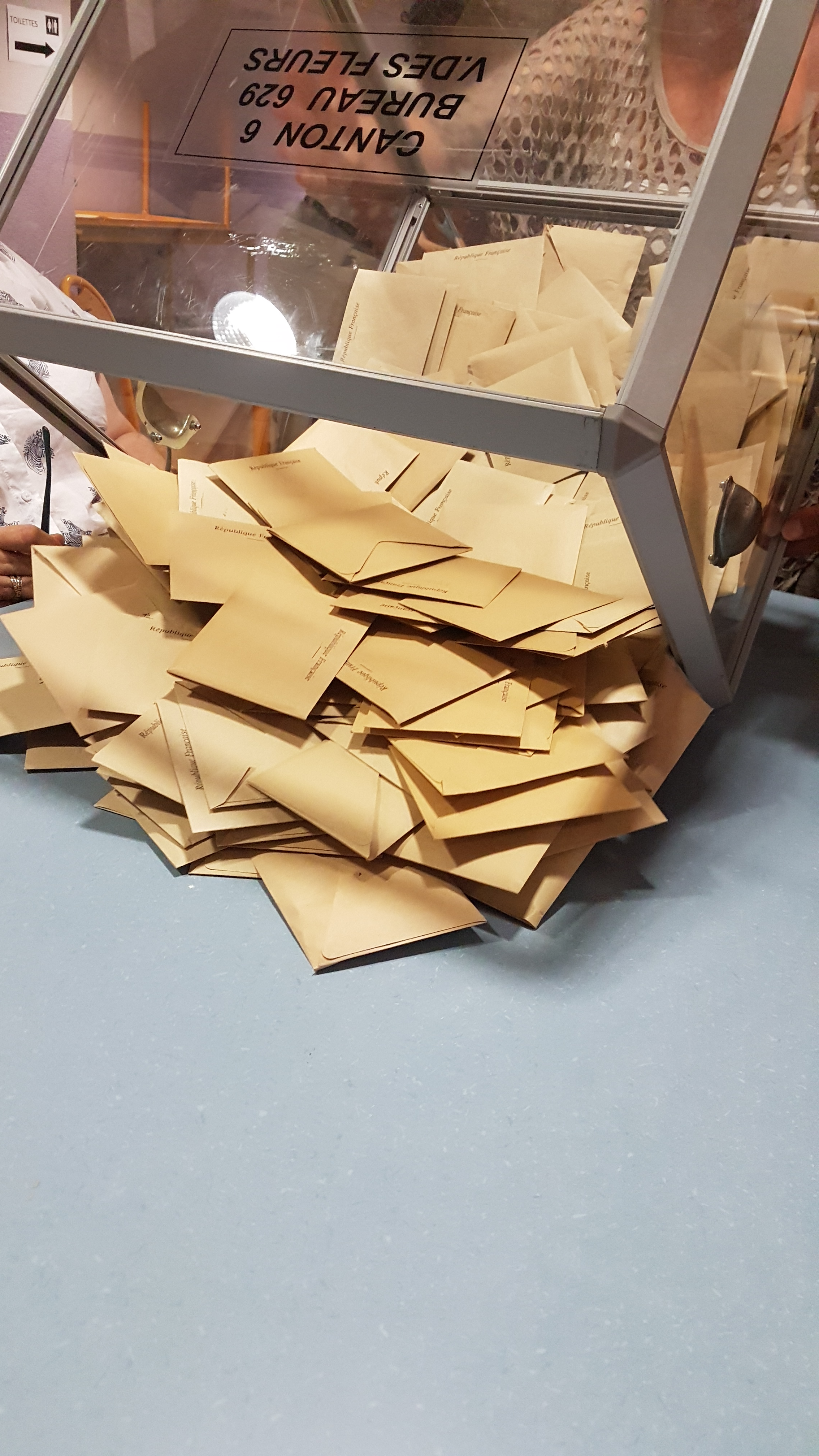
Ouverture d'une urne à Nice.
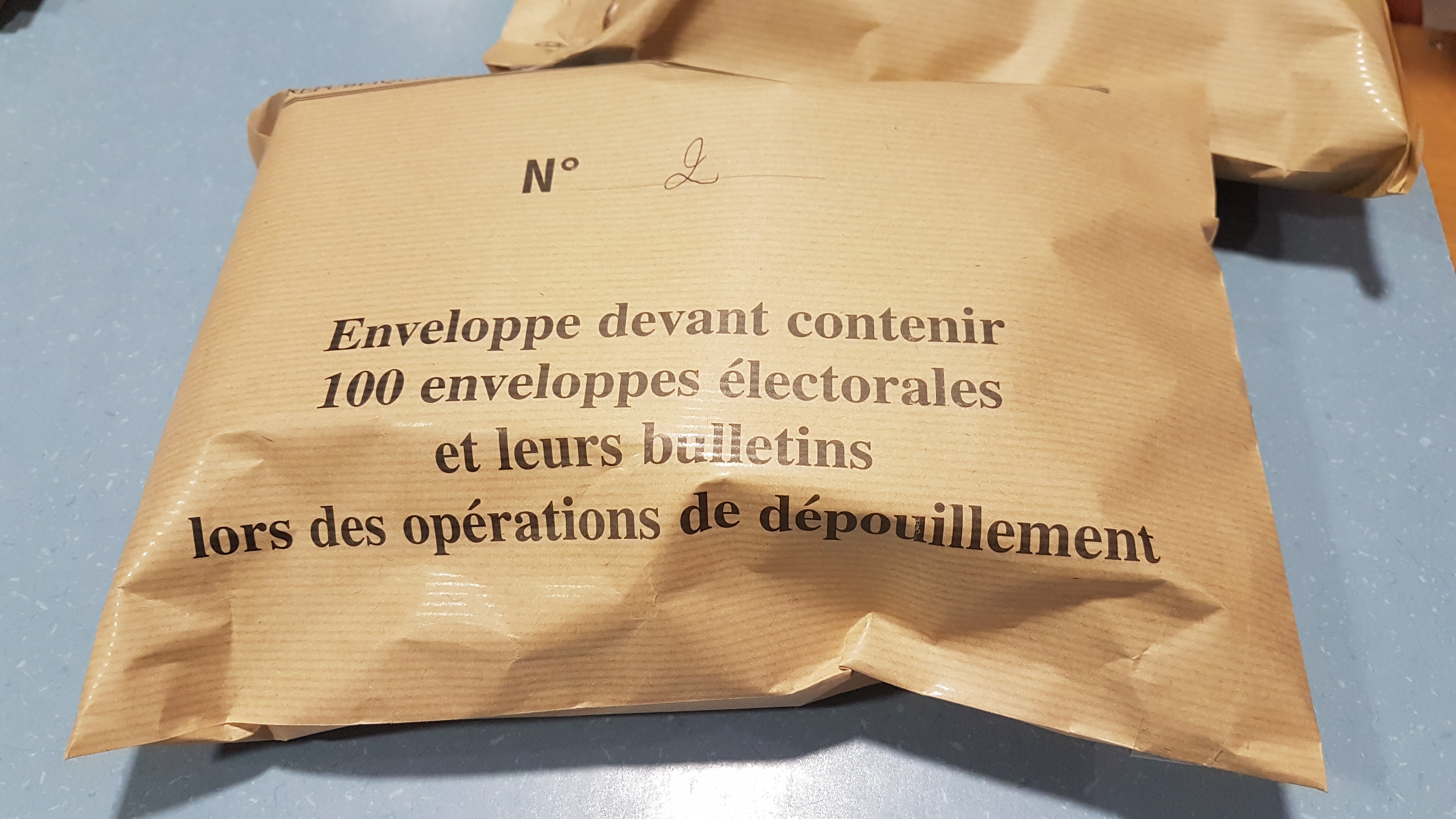
Enveloppe de 100 bulletins.

### Dysfonctionnements du premier tour
À Marseille (Bouches-du-Rhône), plus d'une quarantaine de bureaux, soit environ 10 % du total, n’ouvrent pas à l’heure (8 h) du fait d'un manque de présidents et d’assesseurs. Cette situation contraint la police à réquisitionner des citoyens pour exercer ce rôle. La municipalité de gauche affirme que seuls 2 % de bureaux n’ont pas ouvert à l’heure, alors que la préfecture estime qu’« au moins » 34 bureaux sont concernés.
Des médias et l’opposition indiquent que plusieurs bureaux n'ont toujours pas ouvert à la mi-journée. Les conseillers municipaux de droite dénoncent alors « au moins une faute grave, au pire, une tentative de tripatouillage électoral », tandis que le député La France insoumise Jean-Luc Mélenchon s’interroge sur la légitimité de ces opérations électorales. Des juristes affirment qu’une telle situation est « inédite » en France et que des élections ont été annulées pour des motifs beaucoup moins graves,.

## Résultats
|                          |                          |                                      |              |              |             |               |        |               |  |  |  |  |  |  |
| Tête de liste            | Tête de liste            | Liste                                | Premier tour | Premier tour | Second tour | Second tour   | Sièges | +/-           |  |  |  |  |  |  |
| Tête de liste            | Tête de liste            | Liste                                | Voix         | %            | Voix        | %             | Sièges | +/-           |  |  |  |  |  |  |
|                          | Thierry Mariani          | LDP-RN-PL-LAF                        | 420 633      | 36,38        | 524 881     | 42,70         | 39     | 3             |  |  |  |  |  |  |
|                          | Renaud Muselier          | LR-LREM-UDI-MoDem-LC-LFA-SL-Agir-LMR | 368 937      | 31,91        | 704 428     | 57,30         | 84     | 3             |  |  |  |  |  |  |
|                          | Jean-Laurent Félizia     | EÉLV-PS-PCF-G·s-GRS-PP-GÉ-PRG-MdP    | 195 233      | 16,89        | Retrait     | Retrait       | 0      | en stagnation |  |  |  |  |  |  |
|                          | Jean-Marc Governatori    | CÉ-PA                                | 60 991       | 5,28         |             |               | 0      | en stagnation |  |  |  |  |  |  |
|                          | Isabelle Bonnet          | LO                                   | 31 878       | 2,76         | 0           | en stagnation |        |               |  |  |  |  |  |  |
|                          | Noël Chuisano            | DLF                                  | 31 204       | 2,70         | 0           | en stagnation |        |               |  |  |  |  |  |  |
|                          | Hervé Guerrera           | POC-RPS-E!-PNO                       | 25 209       | 2,18         | 0           | en stagnation |        |               |  |  |  |  |  |  |
|                          | Valérie Laupies          | LS                                   | 19 146       | 1,66         | 0           | en stagnation |        |               |  |  |  |  |  |  |
|                          | Mikael Vincenzi          | DIV                                  | 2 838        | 0,25         | 0           | en stagnation |        |               |  |  |  |  |  |  |
|                          |                          |                                      |              |              |             |               |        |               |  |  |  |  |  |  |
| Suffrages exprimés       | Suffrages exprimés       | Suffrages exprimés                   | 1 156 069    | 95,75        | 1 229 309   | 93,18         |        |               |  |  |  |  |  |  |
| Votes blancs             | Votes blancs             | Votes blancs                         | 33 522       | 2,78         | 63 293      | 4,80          |        |               |  |  |  |  |  |  |
| Votes nuls               | Votes nuls               | Votes nuls                           | 17 730       | 1,47         | 26 741      | 2,03          |        |               |  |  |  |  |  |  |
| Total                    | Total                    | Total                                | 1 207 321    | 100          | 1 319 343   | 100           | 123    | en stagnation |  |  |  |  |  |  |
| Abstentions              | Abstentions              | Abstentions                          | 2 373 318    | 66,28        | 2 261 988   | 63,16         |        |               |  |  |  |  |  |  |
| Inscrits / Participation | Inscrits / Participation | Inscrits / Participation             | 3 580 639    | 33,72        | 3 581 331   | 36,84         |        |               |  |  |  |  |  |  |

## Suites
Afin d'éviter une trop grande proximité des élections suivantes avec les deux tours de l'élection présidentielle et des législatives d'avril et juin 2027, le mandat des conseillers élus en 2021 est exceptionnellement prolongé à six ans et neuf mois. Les prochaines élections ont par conséquent lieu en 2028 au lieu de 2027.